# Christine Errath
Christine Errath (n. 29 decembrie 1956, Berlinul de Est, RDG) este o prezentatoare de televiziune ce a reprezentat Republica Democrată Germană, medaliată olimpică. A participat la 2 ediții ale Jocurilor Olimpice (1972, 1976) în care a câștigat o medalie de bronz.